# Naoki Hatta
Naoki Hatta (jap. 八田 直樹 Hatta Naoki; ur. 24 czerwca 1986) – japoński piłkarz występujący na pozycji bramkarza, zawodnik Júbilo Iwata.

## Życiorys

### Kariera klubowa
1 stycznia 2005 podpisał kontrakt z japońskim klubem Júbilo Iwata, umowa do 31 stycznia 2020.

## Sukcesy

### Klubowe
Júbilo Iwata
- Zwycięzca Pucharu Ligi Japońskiej: 2010
- Zdobywca drugiego miejsca J2 League: 2015
- Zwycięzca Copa Suruga Bank: 2011